# Leerbach (Steinfurter Aa)

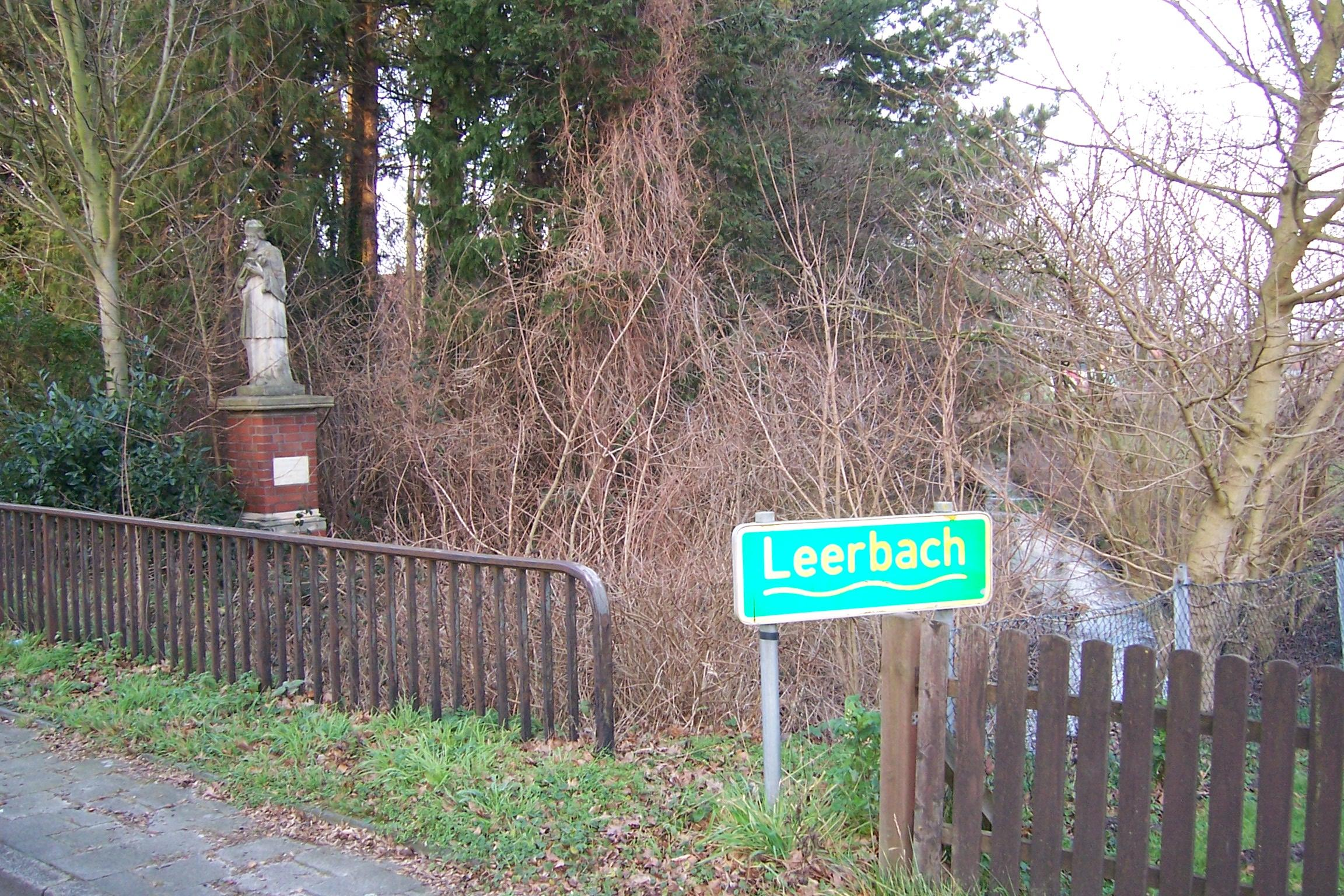
Der Leerbach im Dorf Horstmar-Leer.

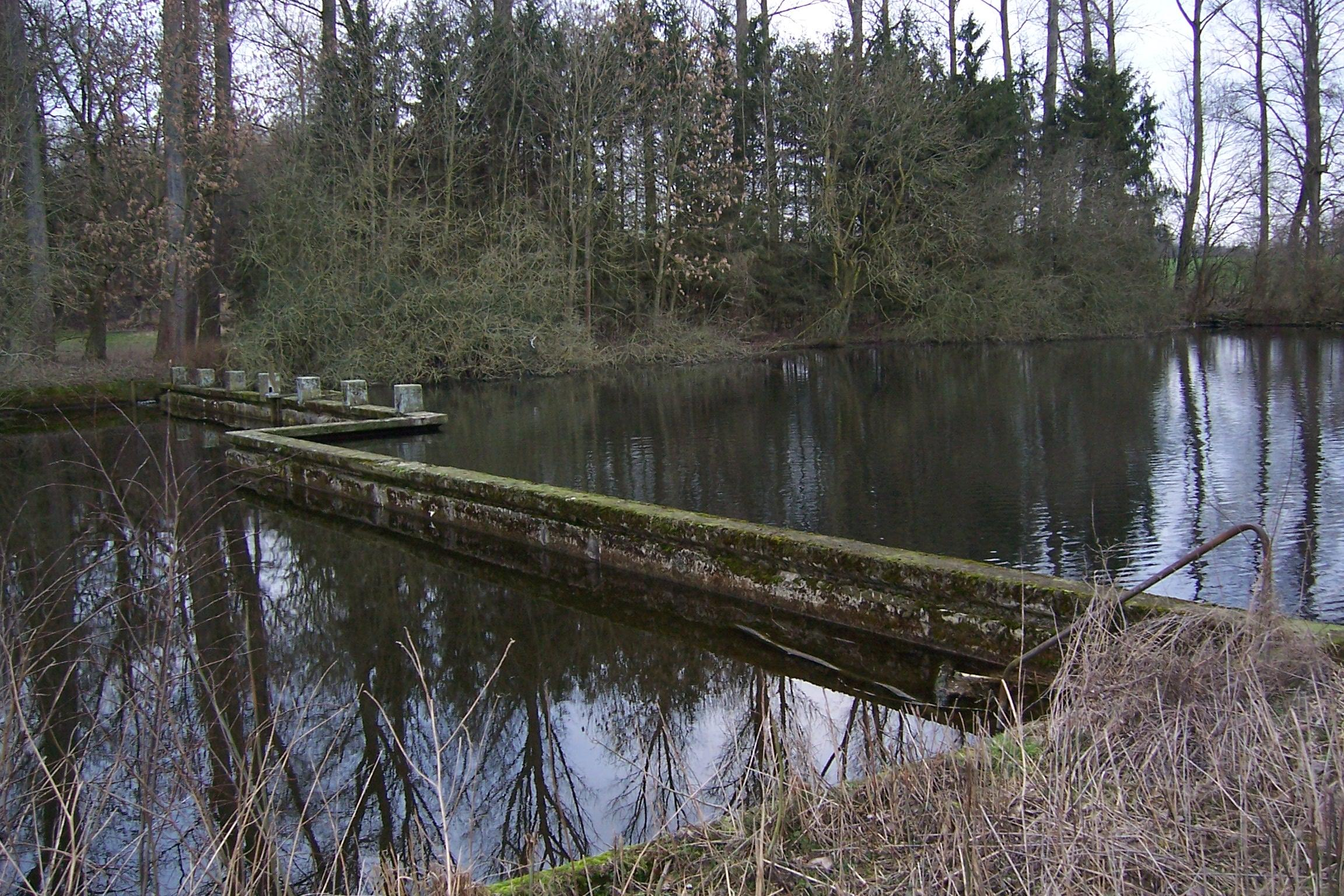
Das früher vom Leerbach gespeiste ehemalige Freibad Nünningsmühle.

Der Leerbach ist ein 6,2 Kilometer langer linker Nebenfluss der Steinfurter Aa.
Er entspringt am Osthang des Schöppinger Berges und fließt am Ortsrand des nahe gelegenen Dorfes Leer bei Horstmar in zunächst nordöstliche Richtung. Nachdem der Bach Leer hinter sich gelassen hat, wendet er sich zunehmend nach Osten und hält diese Richtung bis zur Mündung in die nur wenig entfernte Steinfurter Aa bei.

## Naturdenkmal Leerbachquelle (Jannings Quelle)
Die Leerbachquelle bei Leer am Fuß des Schöppinger Berges, nach einem alten Namen eines benachbarten Hofes auch Jannings Quelle genannt, ist ein bedeutendes Naturdenkmal im Münsterland.
Beim Schöppinger Berg liegen auf den aus Tonmergel bestehenden wasserundurchlässigen „Osterwicker Schichten“ des Untercampans kluftige Kalksand- und Kalkmergelgesteine der „Coesfelder Schichten“ des Obercampans auf. Das Wasser durchdringt die oberen Lagen und staut sich auf den muldenförmig gebogenen Osterwicker Schichten. Auf einem Quellhorizont in Höhe von etwa 90 m ü. NHN tritt das Wasser in mehreren Quellen, von denen die Leerbachquelle die ergiebigste ist, aus dem Berg. Der Quelltopf misst acht bis zehn Meter im Durchmesser und weist bis zu 14 Wasseraustrittsstellen auf. Die Schüttung der Karstquelle liegt zwischen 25 und 100 Liter pro Sekunde, lediglich im extrem trockenen Sommer 1976 versiegte die Quelle. Das Quellwasser hat eine im Jahresverlauf nur wenig schwankende Temperatur zwischen 8 und 11 °C. Durch die konstanten Bedingungen hat sich im Quellbereich eine spezielle Flora und Fauna entwickelt. Die Absperrungen um das Biotop sollten respektiert werden.

## Mühlen am Leerbach
Wenig unterhalb von Jannings Quelle befinden sich mit Wennings Mühle und Schmeddings Doppelmühle (Korn- und Ölmühle) zwei Wassermühlen am Bachlauf. Bei Wennings Mühle handelt es sich um eine wieder mahlfertige Anlage, zu der auch noch ein ebenfalls restaurierter Müllerkotten gehört. Schmeddings Mühle ist zudem noch, damit man flexibler auf schwankendes Wasseraufkommen reagieren konnte, seit 1848 um eine Windmühle ergänzt worden, deren aus Holz gefertigte Obergeschosse 1928 vom Sturm heruntergerissen und danach nicht erneuert wurden. Die Flügel waren bereits 1905 verloren gegangen.

## Weitere Nutzung
Das Wasser des Leerbaches speiste auch das Bassin des von 1935 bis in die 1950er Jahre betriebenen Freibades Nünningsmühle im heutigen Steinfurt-Borghorst. Dazu wurde eine unter der Steinfurter Aa verlaufende Rohrleitung verlegt. Das Freibad lag außerhalb des Ortes nahe der Mündung des Leerbaches.